# Plac Cyryla Ratajskiego w Poznaniu

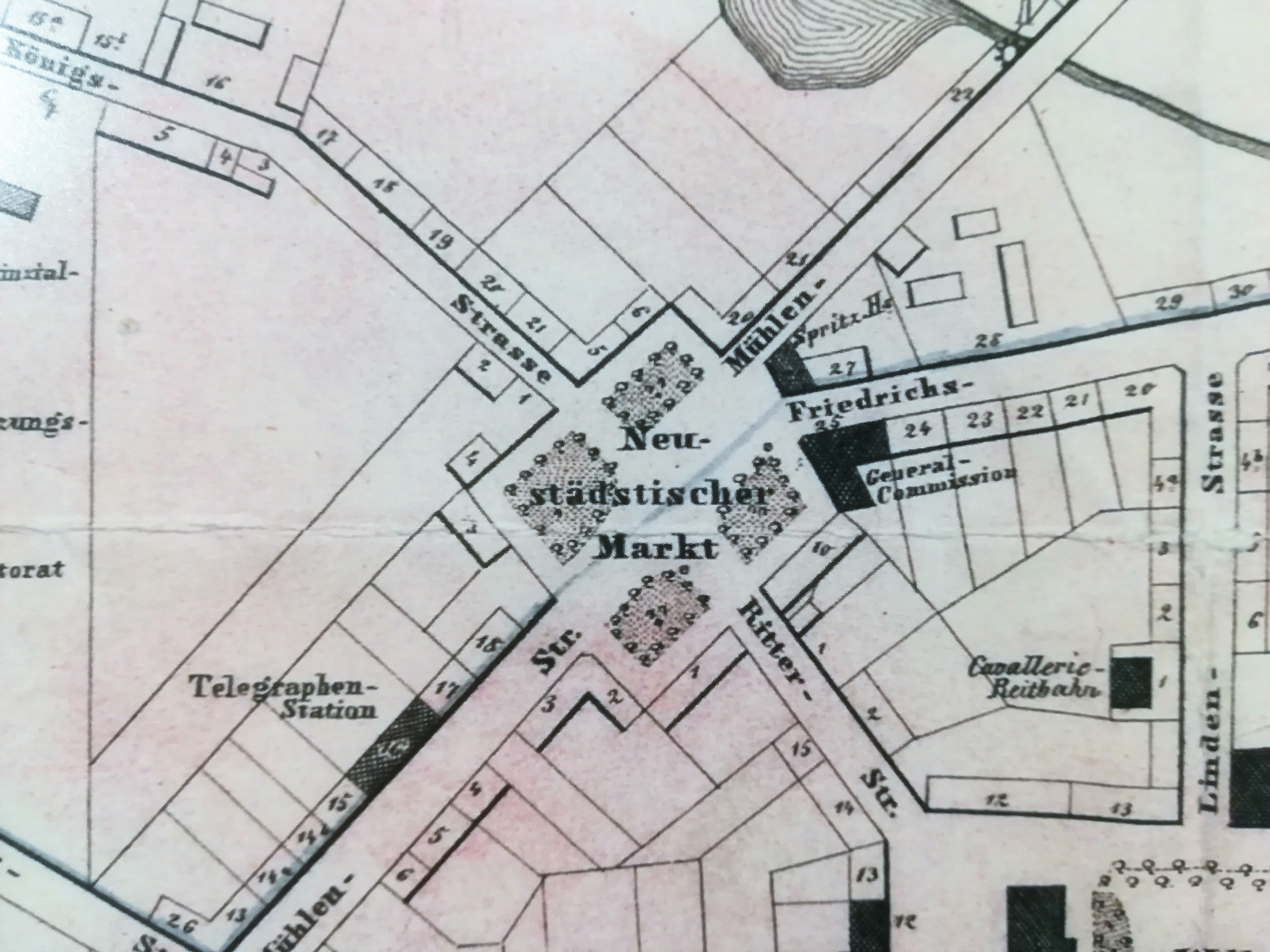
Plac w 1856

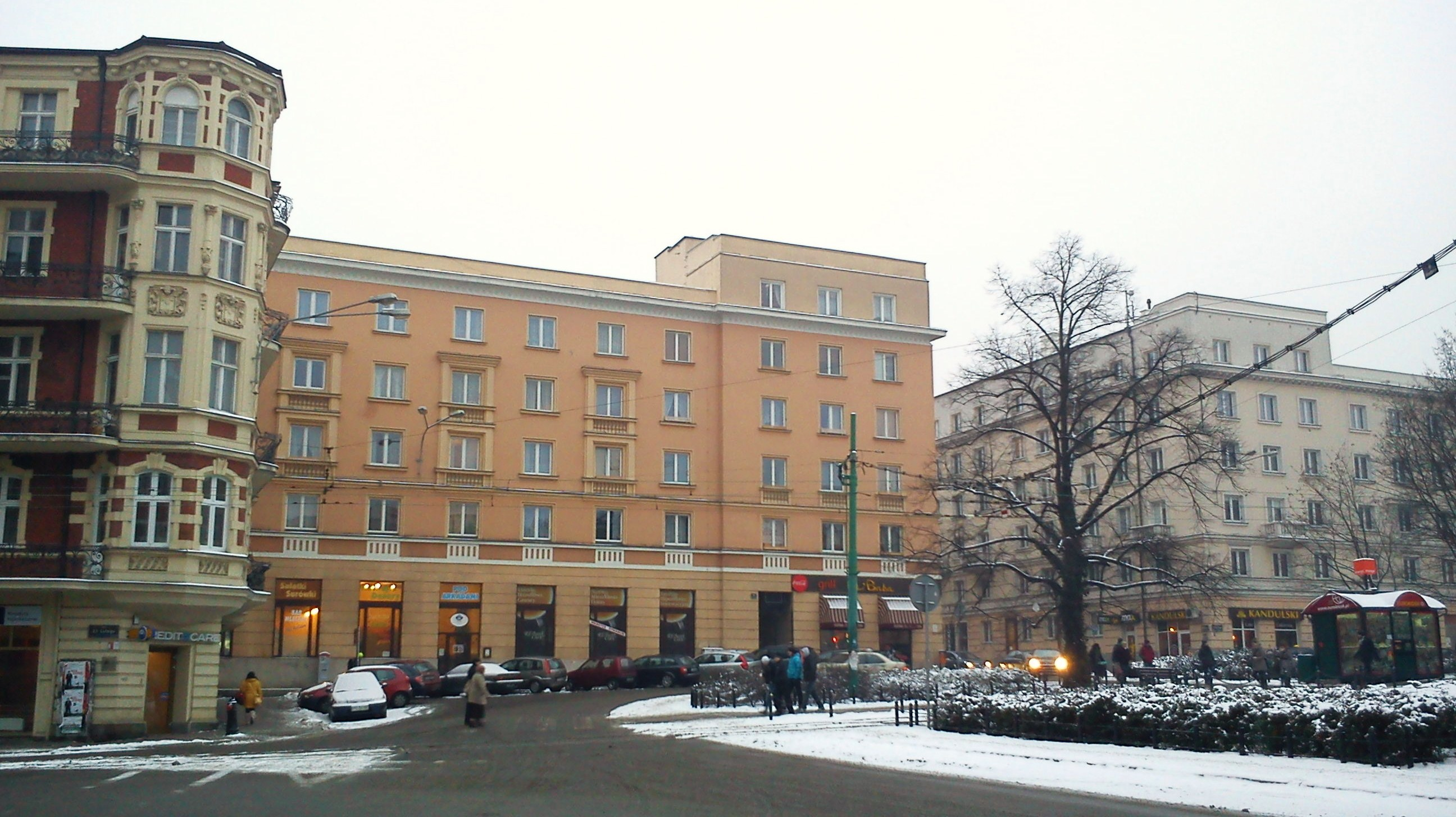
Zabudowa socrealistyczna

Plac Cyryla Ratajskiego – plac w centrum Poznania, położony na zachód od średniowiecznej części miasta, o wymiarach 100 na 100 m. Wokół płyty placu do grudnia 2020 r., ruch był zorganizowany na zasadzie ronda, obecnie są to skrzyżowania równorzędne. Przez środek placu przebiega dwutorowa linia tramwajowa (z ulicy Mielżyńskiego do ulicy 23 Lutego) z przystankiem na środku placu. Od placu Cyryla Ratajskiego odchodzi pięć ulic – na południowy zachód ulica Mielżyńskiego w kierunku Okrąglaka, na północny zachód ulica Libelta, na północny wschód ulice Młyńska i 23 Lutego, a na południowy wschód w kierunku placu Wolności ulica 3 Maja.

## Historia
Od Średniowiecza sięgał dotąd stary cmentarz żydowski na Muszej Górze. Gdy wytyczano Plac Ratajskiego (istniało tu już dawne rozdroże, węzeł szlaków: wiodła tędy droga od furty Wodnej poprzez Kundorf do Jeżyc, krzyżująca się z lokalnymi traktami) miał on być w zamyśle nowym centrum handlowym miasta, stąd początkowo nazwany został Rynkiem Nowomiejskim. Około 1803 stworzono plan zakładający wytyczenie placu na planie kwadratu, z którego środkowych partii pierzei wychodziły ulice: Fryderykowska (w kierunku Starego Miasta), do Kundorfu i Jeżyc, na Plac Wilhelmowski (Wolności) oraz ku Świętemu Marcinowi. Do 1806 stanęło tu zaledwie kilka budynków. W Połowie XIX wieku funkcja placu uległa zmianie, obsadzono go drzewami, a parterową zabudowę zamieniono na kamienice w stylu włoskiego renesansu. W końcu XIX wieku plac nabrał charakteru reprezentacyjnego - stworzono wówczas klomby, postawiono fontannę Perseusza,  (pochodząca z niej rzeźba Andromedy i Perseusza obecnie znajduje się w Parku Wilsona).
W czasie działań wojennych w czasie II wojny światowej zabudowa placu i części przyległych ulic (Libelta, 3 Maja) uległa poważnemu zniszczeniu. Po zakończeniu wojny, zbudowano w latach 1952-1957, w miejsce zniszczonych kamienic, budynki utrzymane w stylistyce socrealizmu (planowano tu wówczas, na narożniku ul. Mielżyńskiego, stworzyć zajezdnię autobusową, do czego nie doszło). Projektantami byli Zygmunt Łomski, Adam Hahn i Danuta Hahn. Po raz pierwszy w historycznym centrum Poznania podniesiono tu wysokość zabudowy do pięciu i sześciu kondygnacji. W przeddzień wizyty Bolesława Bieruta w Poznaniu w 1952, zawaliła się ściana szczytowa odbudowywanego budynku pod numerem 6A. Autorem projektu był Adam Hahn. Winnych natychmiast aresztowano, a śledztwo w tej sprawie ciągnęło się aż do Poznańskiego Czerwca w 1956, kiedy to podczas szturmu na areszt przy ul. Młyńskiej akta sprawy prawdopodobnie spalono.

## Nazwa placu
W swojej historii plac wielokrotnie zmieniał nazwę. Do 1918 roku nosił niemiecką nazwę Königsplatz (plac Królewski). Po odzyskaniu niepodległości nadano mu odwołującą się do historii nazwę Plac Nowomiejski (używano również nazw Plac Królewski, Rynek Królewski). W czasie okupacji hitlerowskiej powrócono do niemieckiej nazwy Königsplatz, by w okresie PRL nadać mu nazwę plac Młodej Gwardii. W 1990 nadano miano Placu Cyryla Ratajskiego na cześć prezydenta miasta Poznania z okresu międzywojennego – Cyryla Ratajskiego, o czym informuje znajdująca się na placu tablica pamiątkowa.

## Architektura
Przy placu znajdują się dwie zabytkowe kamienice z końca XIX wieku o elewacjach z czerwonej cegły klinkierowej utrzymane w stylu neorenesansowym. Szczególnie okazała jest narożna kamienica między ulicami Młyńską i 23 Lutego, zbudowana jako  siedziba Prowincjonalnej Ubezpieczalni Ogniowej w latach 1896-1897 w stylu niderlandzkiego renesansu według projektu Pawła Hirschbergera. Pozostałą zabudowę placu stanowią bardzo dobrze zachowane i utrzymane sześciokondygnacyjne kamienice socrealistyczne z lat 1954-1955, o dość skąpej ornamentacji i prostych bryłach (projektantami byli Zygmunt Łomski i Adam Hahn). Część z nich poprzebijana jest podcieniami, z których niektóre zostały przeszklone i zaadaptowane jako pomieszczenia wewnętrzne. Obok Placu Wielkopolskiego plac Cyryla Ratajskiego jest jednym z największych skupisk architektury socrealistycznej w Poznaniu.